# Udea monticolans
Udea monticolens là một loài bướm đêm thuộc họ Crambidae. Nó là loài đặc hữu của Kauai, Oahu và Hawaii.
Ấu trùng ăn Ipomoea bona-nox.